# Tinjacá
Tinjacá è un comune della Colombia facente parte del dipartimento di Boyacá.
Il centro abitato venne fondato nel 1555, mentre l'istituzione del comune è del 1778.